# Classe Mangoust
La  Classe Mangoust, projet 12150, est une classe de patrouilleurs de marine côtière de Russie.

## Engagements
Un bâtiment de la classe Mangoust est revendiqué détruit par un drone naval MAGURA V5 ukrainien le 6 mai 2024.
Il y a en mai 2024, 61 navires de la classe Mangoust en service.